# 山梨大学生命環境学部
山梨大学生命環境学部（やまなしだいがくせいめいかんきょうがくぶ、Faculty of Life and Environmental Sciences）は、山梨大学に設置されている農学生命科学と環境科学関連の学部。
なお、関連する大学院は医工農学総合教育部が2016年に開設され、同組織に生命環境学専攻（修士課程）と統合応用生命科学専攻（博士課程）が設置されており、合わせて紹介する。

## 概要
もともと山梨大学では工学部でワイン科学、流域環境科学、微生物バイオテクノロジー等の農学系を含む教育研究を実施していたが、山梨県は果樹栽培が盛んな農業県でもあり、遊休農地の利用促進、産地間競争力向上、国際展開、地球温暖化に対応する品種改良等の課題を解決し持続的地域社会の創出と発展に寄与できる農学系学部の設置がかねてから強く望まれてきた背景があり、農学系や社会科学系の学部設置に対し地域から継続的要望と、大学側の工学部や教育人間科学部で新時代に向けた改革の必要性も加味し、学部開設に至った。
生命環境学部は次の4学科で構成される。
- 生命工学科 - 工学部から生命環境学部に移行
- 地域食物科学科 - 工学部のワイン科学特別コースを母体に発足
- 環境科学科 - 教育人間科学部のソフトサイエンス課程環境化学コースや工学部の循環システム工学科と土木環境工学科の一部を母体に発足
- 地域社会システム学科 - 教育人間科学部の国際共生社会課程共生社会コースと工学部の循環システム工学科の一部を母体に発足

生命科学・食物生産・環境科学・社会科学に関する実践教育により、広範な知識を統合し、問題を発見し解決する能力を身につけ、自然と社会の共生科学の観点から持続可能で豊かな地域社会を実現できる人材の養成を目指している。

## 沿革
- 1947年（昭和22年）旧制山梨工業専門学校に発酵化学研究施設を開設。
- 1949年（昭和24年）学制改革、国立学校設置法により山梨大学開学。旧制山梨工業専門学校と山梨師範学校と山梨青年師範学校を同大学に合併し、工専を母体に山梨大学工学部を発足させる。師範学校と青年師範学校を合わせて学芸学部に改組
- 1950年（昭和25年）発酵化学研究施設が工学部附属施設となる
- 1957年（昭和32年）工学部に発酵生産学科を設置
- 1965年（昭和40年）大学院工学研究科修士課程を創設。発酵生産学専攻を開設
- 1966年（昭和41年）学芸学部を教育学部に改組
- 1989年（平成元年）工学部発酵生産学科が化学生物工学科に改組
- 1992年（平成4年）大学院工学研究科に博士後期課程新設。物質工学専攻（生物工学講座）開設
- 1998年（平成10年）工学部化学生物工学科を物質・生命工学科に改組。工学部に循環システム工学科が創設される。教育学部を教育人間科学部に改組。学校教育課程のほか生涯学習課程やソフトサイエンス課程、国際共生社会課程を開設
- 2002年（平成14年）工学部物質・生命工学科　生命工学コースに改組。工学研究科修士課程を博士前期課程に改組し、循環システム工学専攻と自然機能開発専攻及び持続社会形成専攻を開設
- 2003年（平成15年）大学院医学系研究科と大学院工学研究科を改組し、大学院医学工学総合教育部を設置
- 2004年（平成16年）工学部物質・生命工学科生命工学コースを生命工学科に改組。大学院医学工学総合教育部の専攻設置。工学研究科の物質工学専攻を母体に物質・生命工学専攻を開設。循環システム工学専攻、持続社会形成専攻を廃止し、持続社会形成専攻を設置
- 2008年（平成20年）物質・生命工学専攻を応用化学専攻、生命工学専攻に改組
- 2010年（平成22年）山梨大学に新学部開設準備室が発足
- 2011年（平成23年）生命環境学部設置認可
- 2012年（平成24年）生命環境学部発足。4学科を開設。生命環境学部附属農場設置、附属ライフサイエンス実験施設（現：発生工学研究センター）設置
- 2013年（平成25年）生命環境学部新棟（S号館）改修・新築工事完了
- 2016年（平成28年）大学院医学工学総合教育部を大学院医工農学総合教育部に改組。修士課程生命環境学専攻を設置。地域食物科学科のワイン科学特別コースを拡充、地域社会システム学科に観光政策科学特別コースを新設
- 2018年（令和元年）大学院博士課程統合応用生命科学専攻を設置。大学院修士課程生命環境学専攻地域環境マネジメントコースに山岳科学特別教育プログラムを開設
- 2022年（令和4年）生命工学科にバイオ・メディカルデータサイエンス特別コースを新設。大学院総合研究部に附属高度生殖補助技術センター設置。生命環境学部附属基礎教育センター設置。大学院総合研究部附属ワイン科学研究センター新棟完成

## 学部組織
生命環境学部
- 生命工学科 バイオ・メディカルデータサイエンス特別コースがある
- 地域食物科学科 ワイン科学特別コースがある
- 環境科学科
- 地域社会システム学科 観光政策科学特別コースがある

## 大学院
修士課程生命環境学専攻
- バイオサイエンスコース
- 食物・ワイン科学コース
- 地域環境マネジメントコース 山岳科学特別教育プログラムがある

博士課程統合応用生命科学専攻
- 生命農学コース
- 生命医科学コース
- 生命工学コース